# Noemí Goytia
Noemí Lucrecia Goytia (Salta, 1936) és una arquitecta argentina especialitzada en història, crítica, patrimoni i processos proyectuales. Ha rebut el Premi CICOP a la trajectòria atorgat pel Centre Internacional per a la Conservació del Patrimoni en 2014. És autora de nombrosos llibres i articles en revistes sobre la seva especialitat.

## Biografia
Neix en Salta en 1936. El seu pare era enginyer i la seva mare, professora de matemàtiques. Va viure en Salta, Choele Choel (Río Negro) i La Plata arran de la professió del seu pare. En 1955 a causa del trasllat familiar a Còrdova, comença allí els seus estudis universitaris on es va graduar en la Facultat d'Arquitectura, de la Universitat Nacional de Còrdova en 1963.

## Trajectòria
Goytia es va traslladar a Mendoza en 1964 on va ser Professora Adjunta d'Història de l'Arquitectura V i VI de la Facultat d'Arquitectura de la Universitat de Mendoza i va col·laborar amb Enrico Tedeschi en l'adreça de la nova institució. Al mateix temps que era professora a Mendoza mantenia la seva relació amb la Universitat Nacional de Còrdova, sent cap de treballs pràctics, des de 1964 a 1968, en la Càtedra d'Integració Cultural que la seva titular era Marina Waisman. A la fi de 1966 es va casar i va tornar definitivament a Còrdova amb el seu marit, Daniel Moisset de Espanés, també arquitecte i professor, amb qui comparteix recerques i publicacions, i amb qui tingué sis fills, entre ells l'arquitecta Inés Moisset.
La seva llarga carrera docent va discórrer en la Facultat d'Arquitectura i Urbanisme de Còrdova per diferents càrrecs guanyats per concurs sent l'últim el de Professora Titular d'Història de l'Arquitectura II, des de 1991 a 2005. L'enfocament de la seva docència i de la seva recerca ha tingut dos interessos principals: la història com a eina per a la comprensió del context i com a suport del disseny, al mateix temps que també ha treballat sobre els processos, mecanismes i eines del projecte.
En 1993 es va crear el Laboratori dins de la Càtedra d'Història de l'Arquitectura, que Goytia va dirigir entre 1995 i 2005. El funcionament del mateix té com a objectiu introduir a la història, matèria tradicionalment teòrica, en el camí de realitzar per aprendre, tenint en compte el perfil de l'estudiant d'arquitectura, que el seu fer creatiu, és el que condueix les seves especulacions i reflexions. El laboratori és un àmbit creat perquè els estudiants interessats per la relació entre Història de l'Arquitectura i el Disseny puguin cursar la matèria d'Història en forma diferent.
En 1996, al costat de Marina Waisman, César Naselli i María Elena Foglia, crea el Centre per a la formació d'investigadors en Història i Crítica de l'Arquitectura en la FAUD, UNC.
Ha dirigit projectes de recerca finançats per organismes de ciència i tecnologia nacionals i internacionals (CONICET, Programa ALFA de la Unió Europea, CEHOPU) i és autora de nombroses publicacions especialitzades en història de l'arquitectura, urbanisme, patrimoni i processos de disseny.

## Llibres
- Goytia, Noemí (2013).  «El arte de enseñar arquitectura». A: Enrico Tedeschi. Work in progress.  Mendoza: Idearium, 2013. ISBN 978-950-624-041-7.
- Goytia, Noemí (2012).  «Plan regulador de Córdoba (aprobado en 1962). Ernesto La Padula 1954-1956». A: Experiencias de urbanismo y planificación en la Argentina 1909-1955.  Buenos Aires: Cedodal, 2012, p. 207-210. ISBN 9789871033423.
- Goytia, Noemí (2011).  «Significado del aporte italiano a la identidad Argentina / Enrico Tedeschi. Un pionero en la enseñanza y el urbanismo de Argentina / Colonias Provinciales en Córdoba / Síntesis sobre los principales problemas. Caso testigo: las colonias agrícolas en la provincia de Córdoba / Un proyecto de trabajo conjunto. Escenarios y propuestas». A: Architettura e urbanistica di origine italiana in Argentina.  Roma: Gangemi, 2011. ISBN 978-88-492-2031-5.
- Goytia, Noemí, ed. (2006).  Cuando el patrimonio se convierte en fuente de revitalización.  Córdoba: FAUD.UNC, 2006. ISBN 978-950-33-0606-2.
- Goytia, Noemi; Moisset de Espanes, Daniel (2003).  La alta tecnología de un mundo en Desarrollo: Eladio Dieste.  Valencia: Ediciones Generales de la Construcción, 2003. ISBN 9788493304478.
- Goytia, Noemí; Moisset, Daniel (2002).  Diseñar con la estructura.  Córdoba: Ingreso, 2002. ISBN 978-987-43-4590-5.
- Goytia, Noemí (1998).  Cuando la idea se construye. Procesos de diseño de arquitectos de los siglos XIX y XX.  Córdoba: Screen, 1998. ISBN 987-969704-9.
- Foglia, María Elena; Goytia, Noemí (1998).  Rehabilitación y desarrollo de poblados históricos.  Córdoba: Ingreso, 1998. ISBN 950-33-0191-2.
- Foglia, María Elena; Goytia, Noemí; et al. (1994).  La cuadrícula en el trazado de la ciudad latinoamericana. El Caso Córdoba: 1810-1916.  Córdoba: FAUD.UNC, 1994.
- Foglia, María Elena; Goytia, Noemí (1993).  Los poblados históricos del norte cordobés.  Córdoba: Secretaría de Turismo de la Provincia, 1993.
- Foglia, María Elena; Goytia, Noemí (1990).  Procesos de Modernización en Córdoba.  Córdoba: FAUD.UNC, 1990.
- Foglia, María Elena; Goytia, Noemí; et al. (1987).  La cuadrícula en el desarrollo de la ciudad hispanoamericana. El caso Córdoba. 1573 - 1810. Córdoba.  FAUD. UNC., 1987.